# Новопідзорново
Новопідзо́рново (рос. Новоподзорново) — село у складі Тяжинського округу Кемеровської області, Росія.

## Населення
Населення — 604 особи (2010; 788 у 2002).
Національний склад (станом на 2002 рік):
- росіяни — 93 %